# Рагнарок (телесеріал)
Рагнарок (англ. Ragnarok, норв. Ragnarok) — фентезійний серіал, натхненний норвезькою міфологією, прем'єра якого відбулася 31 січня 2020 року. Це другий телевізійний серіал Netflix норвезькою мовою після «Вдома на Різдво». Серіал виробляється данської виробничою компанією SAM Productions. Шоу було продовжено на другий сезон.
Повністю заснований на скандинавській міфології, серіал несе в собі риси міфології як в деталях, починаючи від найочевидніших до самих мінімалістських, так і у вигляді прямих відсилань — епіграфів до кожної серії.
Серіал був продовжений на другий сезон. Дата релізу 2 сезону — 27 травня 2021 року.
У листопаді 2021 року Герман Тьоммераас, актор, який грає Фьора, підтвердив, що серіал повернеться на третій, останній, сезон. Третій сезон вийшов 24 серпня 2023 року.

## Сюжет
Дія розгортається у вигаданому норвезькому місті Едда в Західній Норвегії, яке страждає від зміни клімату і промислового забруднення, викликаних заводами, що належать місцевій родині Йотул, п'ятій найбагатшій сім'ї Норвегії. Їм кидає виклик Магне, підліток, який з подивом дізнається, що є втіленням Тора.

## Ролі

### Боги
- Девід Стекстон — Маґне Сіер, реінкарнація бога грому Тора
- Йонас Странд Ґравлі — Лауріц Сіер, зведений брат Маґне, син Відара, реінкарнація бога обману Локі
- Бйорн Сундкіст — Вотан Ваґнер, реінкарнація бога мудрості Одіна
- Елі Енн Ліннестад — Венке, реінкарнація богині-віщунки Вельви
- Дану Сунт — Іман Реза, реінкарнація богині Фрейї
- Бенжамін Хелстад — Гаррі, реінкарнація бога війни Тюра

### Велетні-йотуни
- Ґіслі Йорн Ґардарссон — Відар Йотул, голова сім'ї велетнів-йотунів, підтримує імідж бізнесмена, найбагатшої людини міста, власника найбільшого місцевого підприємства і маєтку Йотунгейм.
- Сінньове Макоді Лунд — Ран, дружина Відара, велетка-йотун, підтримує імідж директорки місцевої школи.
- Герман Тьоммераас — Фйор, велет-йотун Йотнар, який намагається порвати зі своєю «сім'єю». В людському образі — старшокласник місцевої школи, однокласник Маґне, Лауріца та Сакси, «син» Відара.
- Тереза Фростад Еґґесбьо — Сакса, велетка-йотун Ярнсакса, заміняє Фйора в ролі спадкоємиці Відара. В людському образі — старшокласниця місцевої школи, однокласниця Маґне, Лауріца та Фйора, «донька» Відара.

## Список серій
| Сезон | Епізоди | Епізоди | Оригінальний випуск | Оригінальний випуск |
| ----- | ------- | ------- | ------------------- | ------------------- |
| 1     | 6       | 6       | 31 січня 2020       | 31 січня 2020       |
| 2     | 6       | 6       | 27 травня 2021      | 27 травня 2021      |
| 3     | 6       | 6       | 24 серпня 2023      | 24 серпня 2023      |

### Сезон 1 (2020)
| № | # | Назва                                                    | Режисер         | Сценарист                              | Перший ефір у США |
| --- | - | -------------------------------------------------------- | --------------- | -------------------------------------- | ----------------- |
| 1 | 1 | «Новенький» «New Boy»                                    | Могенс Хагедорн | Адам Прайс                             | 31 січня 2020     |
| Повернувшись у рідний дім, підліток Маґне виявляє в собі незбагненну силу. Крім того, велич природи цього селища приховує темні секрети.                                        |   |                                                          |                 |                                        |                   |
| 2 | 2 | «541 метр» «541 Meters»                                  | Могенс Хагедорн | Сімен Альсвік                          | 31 січня 2020     |
| Маґне разом з новими однокласниками намагаються прийти до тями після трагічної втрати, а поліція, схоже, не зацікавлена в розкритті справи. Ґрі бачить справжнє обличчя Відара. |   |                                                          |                 |                                        |                   |
| 3 | 3 | «Ютулгейм» «Jutulheim»                                   | Могенс Хагедорн | Маріетта Фон Гауссвольф фон Баумґартен | 31 січня 2020     |
| Вторгнення змушує Маґне визнати: він мусить сам взятися за все. Зачистивши сліди, Ютули вирішують влаштувати йому випробування.                                                 |   |                                                          |                 |                                        |                   |
| 4 | 4 | «Ґіннунґаґап» «Ginnungagap»                              | Янник Йогансен  | Крістіан Гамст Міллер‑Гарріс           | 31 січня 2020     |
| У пошуках правди Маґне знову йде до загадкової жінки — і до таємничої гори. Турід протистоїть Ран, а колишні подруги Ґрі й Сакса все більш розпалюють взаємне напруження.       |   |                                                          |                 |                                        |                   |
| 5 | 5 | «48-й елемент» «Atomic Number 48»                        | Янник Йогансен  | Крістіан Гамст Міллер‑Гарріс           | 31 січня 2020     |
| Фйор зупиняє Відара. Маґне бере провину на себе і шукає нові шляхи. Загроз занадто багато, та найбільша — вибухова знахідка на пам'ять від Ізольди.                             |   |                                                          |                 |                                        |                   |
| 6 | 6 | «Так, ми любимо нашу країну» «Yes, We Love This Country» | Янник Йогансен  | Джейкоб Кац Гансен                     | 31 січня 2020     |
| У своїх пошуках Маґне робить чергове неймовірне відкриття. Здається, надії немає, але мала ймовірність, що Ютули недооцінили свого супротивника й силу добра?                   |   |                                                          |                 |                                        |                   |

### Сезон 2 (2021)
| № | # | Назва                                                                                           | Режисер            | Сценарист                    | Перший ефір у США |
| --- | - | ----------------------------------------------------------------------------------------------- | ------------------ | ---------------------------- | ----------------- |
| 7 | 1 | «Брати по зброї» «Brothers in Arms»                                                             | Могенс Хагедорн    | Адам Прайс, Емілі Каае Лебех | 27 травня 2021    |
| Битва закінчується вибухом і погрозою. Повернувшись з іншого світу, Маґне починає шукати союзників, а Відар збирає свої сили.                                              |   |                                                                                                 |                    |                              |                   |
| 8 | 2 | «Що сталося з милою літньою дамою?» «What Happened to the Nice, Old Lady»                       | Могенс Хагедорн    | Адам Прайс, Емілі Каае Лебех | 27 травня 2021    |
| Правда завдає болю. Починається битва за розуми й серця. Відар виводить Маґне з рівноваги, Іман відчуває свою силу, а Лауріц відкриває свій темний бік.                    |   |                                                                                                 |                    |                              |                   |
| 9 | 3 | «Владу — народу» «Power to the People»                                                          | Могенс Хагедорн    | Адам Прайс, Емілі Каае Лебех | 27 травня 2021    |
| Мешканці Едди повстають: Маґне сперечається з Ран, а Лауріц доводить свою правоту. Протести посилюються, король знову може ходити, а майстер маніпуляцій програє.          |   |                                                                                                 |                    |                              |                   |
| 10 | 4 | «Господь є Господь, хоча всі люди пізнали смерть» «God Is God, Though All Men Death Had Tasted» | Могенс Хагедорн    | Адам Прайс, Емілі Каае Лебех | 27 травня 2021    |
| Голова сім’ї помирає, і народжується нова дивна істота. Маґне намагається змінитися, Лауріц зривається, а Ф’йор обирає новий шлях. Сакса й Іман беруть справи у свої руки. |   |                                                                                                 |                    |                              |                   |
| 11 | 5 | «Пізнай себе» «Know Yourself»                                                                   | Мадс Камп Тулструп | Адам Прайс, Емілі Каае Лебех | 27 травня 2021    |
| Відбуваються кардинальні зміни. Маґне відмовляється від суперсили, Ф’йор захоплює владу. Коло замикається. Лауріц дізнається правду, а Іман намагається поговорити з Ран.  |   |                                                                                                 |                    |                              |                   |
| 12 | 6 | «Все, що тобі потрібно — це кохання» «All You Need Is Love»                                     | Мадс Камп Тулструп | Адам Прайс, Емілі Каае Лебех | 27 травня 2021    |
| Відчайдушні часи спонукають Маґне та його команду до ризикованої місії. Ютули стикаються з несподіваним ворогом, коли прокидається грізна стародавня сила.                 |   |                                                                                                 |                    |                              |                   |

### Сезон 3 (2023)
| № | # | Назва                                                  | Режисер         | Сценарист                    | Перший ефір у США |
| --- | - | ------------------------------------------------------ | --------------- | ---------------------------- | ----------------- |
| 13 | 1 | «Кінець війни» «War Is Over»                           | Могенс Хагедорн | Адам Прайс, Емілі Каае Лебех | 24 серпня 2023    |
| Позбавившись молота й дотримуючись сучасних правил, Маґне продовжує битися з гігантами. Але коли він порушує умову, перемир’ю настає кінець.               |   |                                                        |                 |                              |                   |
| 14 | 2 | «Доки смерть не розлучить нас» «Till Death Do Us Part» | -               | -                            | 24 серпня 2023    |
| Ютули вирішують підіграти Маґне, щоб підготувати його до плану Сакси. Лауріц почувається знехтуваним і знаходить підтримку в Єнсі.                         |   |                                                        |                 |                              |                   |
| 15 | 3 | «Втрачаю розум» «Losing My Religion»                   | -               | -                            | 24 серпня 2023    |
| Завдяки чарам Сакси Маґне продовжує змінюватись, а Фйор користується цією ідеальною можливістю втілити свій жорстокий план і влаштувати небезпечну пастку. |   |                                                        |                 |                              |                   |
| 16 | 4 | «Моє золотце» «My Precious»                            | -               | -                            | 24 серпня 2023    |
| Вразливішому, ніж будь-коли, Маґне потрібна підтримка, щоб протистояти наполегливим ворогам. Неймовірний ультиматум загрожує близьким Лауріца.             |   |                                                        |                 |                              |                   |
| 17 | 5 | «Прощавай, зброє» «A Farewell to Arms»                 | -               | -                            | 24 серпня 2023    |
| Зарозумілість Маґне сіє розбрат серед його союзників, а боги стоять на роздоріжжі між міцним миром і грандіозною битвою.                                   |   |                                                        |                 |                              |                   |
| 18 | 6 | «Рагнарок» «Ragnarok»                                  | -               | -                            | 24 серпня 2023    |
| Едда зустрічає новий світанок, але молодий бог грому не зможе уникнути вже визначеної долі, яка на нього чекає.                                            |   |                                                        |                 |                              |                   |